# ئی‌اس‌دبلیوئی
ئی‌اس‌دبلیوئی (انگلیسی: ESWE) شرکت ترابری آلمانی است، که در سال ۱۹۸۰ تأسیس شد.